# Bianca Andreescu
Bianca Andreescu   (Mississauga, 16 de juny de 2000) és una tennista professional canadenca d'ascendència romanesa. Va arribar al número 4 d'individual del rànquing de la WTA el 21 d'octubre de 2019. L'11 d'agost de 2019 Andreescu es va convertir en la primera canadenca en guanyar un Masters del Canadà en individuals des de Faye Urban en el 1969. Va derrotar a Serena Williams en la final de l'US Open de 2019, esdevenint en el primer canadenc, i en el primer tennista de la dècada del 2000, en guanyar un títol Grand Slam individual.

## Biografia
Filla de Nicu i Maria Andreescu, que havien emigrat de Romania al Canadà l'any 1994. El seu pare és enginyer mecànic d'una empresa automoció i la seva mare era banquera. La família va decidir tornar a Romania quan ella tenia sis anys perquè la seva mare volia iniciar un projecte empresarial al seu país natal. Després de dos anys i mig, novament van tornar al Canadà. Bianca ja havia començat a jugar a tennis a Pitești, i en traslladar-se al Canadà va seguir amb la pràctica, primer a Mississauga, i llavors va entrar al programa d'entrenament canadenc per menors de catorze anys, amb seu a Toronto. En entrar a aquest centre d'entrenament va ser quan va començar a entrenar de forma seriosa.
Té el sobrenom de "Bibi", i el seu segon nom, Vanessa, està inspirat per l'actriu i cantant estatunidenca Vanessa Williams.
Té molts seguidors a Romania pel seu passat, parla romanès amb fluïdesa i cada any torna a Romania per visitar la seva família.

## Torneigs de Grand Slam

### Individual: 1 (1−0)
| Resultat   | Núm. | Any  | Torneig | Oponent         | Marcador |
| ---------- | ---- | ---- | ------- | --------------- | -------- |
| Guanyadora | 1.   | 2019 | US Open | Serena Williams | 6−3, 7−5 |

### Dobles mixts: 1 (0−1)
| Resultat  | Núm. | Any  | Torneig       | Parella       | Oponents           | Marcador         |
| --------- | ---- | ---- | ------------- | ------------- | ------------------ | ---------------- |
| Finalista | 1.   | 2023 | Roland Garros | Michael Venus | Miyu Kato Tim Pütz | 6−4, 4−6, [6−10] |

## Palmarès

### Individual: 7 (3−4)
| 2009 − 2020             | Després de 2021 |
| ----------------------- | --------------- |
| Grand Slam (1−0)        |                 |
| WTA Finals (0−0)        |                 |
| Premier Mandatory (1−0) | WTA 1000 (0−1)  |
| Premier 5 (1−0)         | WTA 1000 (0−1)  |
| Premier (0−0)           | WTA 500 (0−0)   |
| International (0−1)     | WTA 250 (0−2)   |

| Títols per superfície |
| --------------------- |
| Dura (3−2)            |
| Gespa (0−2)           |
| Terra batuda (0−0)    |

| Resultat   | Núm. | Data                  | Torneig                         | Superfície | Oponent            | Marcador           |
| ---------- | ---- | --------------------- | ------------------------------- | ---------- | ------------------ | ------------------ |
| Finalista  | 1.   | 6 de gener de 2019    | Auckland, Nova Zelanda          | Dura       | Julia Görges       | 6−2, 5−7, 1−6      |
| Guanyadora | 1.   | 17 de març de 2019    | Indian Wells, Estats Units      | Dura       | Angelique Kerber   | 6−4, 3−6, 6−4      |
| Guanyadora | 2.   | 11 d'agost de 2019    | Toronto, Canadà                 | Dura       | Serena Williams    | 3−1, retirada      |
| Guanyadora | 3.   | 8 de setembre de 2019 | US Open, Estats Units           | Dura       | Serena Williams    | 6−3, 7−5           |
| Finalista  | 2.   | 3 d'abril de 2021     | Miami, Estats Units             | Dura       | Ashleigh Barty     | 3−6, 0−4, retirada |
| Finalista  | 3.   | 25 de juny de 2022    | Bad Homburg, Alemanya           | Gespa      | Caroline Garcia    | 7−6(5), 4−6, 4−6   |
| Finalista  | 4.   | 16 de juny de 2024    | 's-Hertogenbosch, Països Baixos | Gespa      | Liudmila Samsonova | 6−4, 3−6, 5−7      |

### Dobles femenins: 1 (0−1)
| Llegenda                |
| ----------------------- |
| Grand Slam (0−0)        |
| WTA Finals (0−0)        |
| Premier Mandatory (0−0) |
| Premier 5 (0−0)         |
| Premier (0−0)           |
| International (0−1)     |

| Títols per superfície |
| --------------------- |
| Dura (0−0)            |
| Gespa (0−0)           |
| Terra batuda (0−0)    |
| Moqueta (0−1)         |

| Resultat  | Núm. | Data                   | Torneig        | Superfície  | Parella          | Oponents                      | Marcador |
| --------- | ---- | ---------------------- | -------------- | ----------- | ---------------- | ----------------------------- | -------- |
| Finalista | 1.   | 17 de setembre de 2017 | Quebec, Canadà | Moqueta (i) | Carson Branstine | Tímea Babos Andrea Hlaváčková | 3−6, 1−6 |

### Dobles mixts: 1 (0−1)
| Resultat  | Núm. | Data              | Torneig               | Superfície   | Parella       | Oponents           | Marcador         |
| --------- | ---- | ----------------- | --------------------- | ------------ | ------------- | ------------------ | ---------------- |
| Finalista | 1.   | 8 de juny de 2023 | Roland Garros, França | Terra batuda | Michael Venus | Miyu Kato Tim Pütz | 6−4, 4−6, [6−10] |

## Trajectòria

### Individual
| Open d'Austràlia | A   | A           | Q1          | 2R          | A           | 2R    | A     | 2R    | A  | 0 / 3   | 3 − 3   |
| Roland Garros | A   | Q1          | Q3          | 2R          | A           | 1R    | 2R    | 3R    | 3R | 0 / 5   | 6 − 4   |
| Wimbledon | A   | 1R          | Q3          |             | NC          | 1R    | 2R    | 3R    |    | 0 / 4   | 3 − 4   |
| US Open | A   | Q1          | Q1          | G           | A           | 4R    | 3R    | A     |    | 1 / 3   | 12 − 2  |
| Jocs Olímpics | A   | No celebrat | No celebrat | No celebrat | No celebrat | A     | NC    | NC    |    | 0 / 0   | 0 – 0   |
| WTA Finals | A   | A           | A           | RR          | NC          | A     | A     | A     |    | 0 / 1   | 0 − 2   |
| Total Victòries−Derrotes                                                                                                   | 0−0 | 3−2         | 0−1         | 37−7        | 0−0         | 17−12 | 20−13 | 15−16 |    | 64 – 28 | 64 – 28 |
| Rànquing a final d'any | 306 | 182         | 178         | 5           | 7           | 46    | 45    | 92    |    |         |         |
| Llegenda: G: Guanyadora; F: Finalista; SF: Semifinalista; QF: Quarts de final; Q: Qualificació; A: Absent; RR: Round Robin |     |             |             |             |             |       |       |       |    |         |         |

## Guardons
- WTA Newcomer of the Year (2019)